# Горобец, Алексей Фёдорович
Алексей Фёдорович Горобец (1922—1961) — участник Великой Отечественной войны, старший радист 139-й гвардейской отдельной роты связи 92-й гвардейской стрелковой дивизии 37-й армии Степного фронта, гвардии младший сержант. Герой Советского Союза.

## Биография
Родился 9 апреля 1922 года в дер. Корниловка, ныне Иртышского района Павлодарской области Казахстана, в семье крестьянина. Украинец. Через восемь лет семья переехала в село Александровку Ширяевского района Одесской области.
Образование неполное среднее.
В июле 1941 года был призван в Красную Армию Ширяевским РВК Одесской области. На фронтах Великой Отечественной войны — с февраля 1942 года. Участвовал в Сталинградской и Курской битвах.
Старший радист 139-й гвардейской отдельной роты связи комсомолец гвардии младший сержант Алексей Горобец в районе с. Келеберда (Кременчугский район Полтавской области) вечером 29 сентября 1943 года под огнём противника переправился через Днепр, развернул рацию и установил связь с абонентами. На следующий день был ранен, а радиостанция повреждена. Совместно с начальником радиостанции устранил повреждение и, несмотря на ранение, восстановил связь. Воевал вместе с Г. И. Глазуновым — тоже Героем Советского Союза.
После войны служил в Советской Армии. В 1947 году окончил Киевское военное училище связи. Член КПСС с 1959 года.
16 июля 1961 года майор Горобец скоропостижно скончался при исполнении служебных обязанностей. Похоронен на 2-м Христианском кладбище в Одессе.

## Награды

Памятник в Павлодаре

- Звание Героя Советского Союза присвоено 20 декабря 1943 года.
- Награждён орденом Ленина и медалями, среди которых «За отвагу» (13.06.1952), «За боевые заслуги» (13.06.1952) и «За оборону Сталинграда».

## Память
- В Павлодаре на Аллее Героев А. Ф. Горобцу установлен памятник.